# Wydrowice
Wydrowice (niem. Weiderwitz, 1936-1945 Weidendorf) – wieś w Polsce położona w województwie opolskim, w powiecie opolskim, w gminie Niemodlin.
W latach 1975–1998 miejscowość administracyjnie należała do ówczesnego województwa opolskiego.
Wieś położona na południe od Niemodlina. Przez wieś przebiega droga wojewódzka nr 405 relacji Niemodlin - Korfantów - Prudnik, Wydrowice leżą na Nizinie Śląskiej, w centrum województwa opolskiego, nad Ścinawą Niemodlińską (prawy dopływ Nysy Kłodzkiej).

## Historia
Wieś wzmiankowana w dokumentach po raz pierwszy około 1300 roku jako Vidrowitz. W 1689 roku została kupiona przez pana na Niemodlinie Zygfryda Erdmanna von Zierotin za kwotę 3.800 talarów i włączona do dóbr niemodlińskich.
Od roku 1715 Wydrowice wraz z pobliskimi Sadami należały do dóbr tułowickich, które po odłączeniu od dóbr niemodlińskich stały się samodzielnym państwem stanowym Herrschaft Tillowitz. Dobra szlacheckie w Wydrowicach tworzyły dominium z folwarkiem gospodarujące na 363 ha ziemi ornej oraz na 497 ha łąk i pastwisk, w którym hodowano ponad 500 owiec. W skład dominium wchodził ponadto młyn na Ścinawie, który został w 1826 roku zamieniony na hutę „Wilhelminy” (Wilhelminenhütte) w której wytapiano żelazo z miejscowych złóż rudy darniowej, oraz bażanciarnia (Fasanengarten), usytuowana w lesie w pobliżu Ścinawy, wokół której wytyczona była malownicza ścieżka spacerowa. 
Gmina wiejska liczyła 29 domów, 218 mieszkańców oraz 15 gospodarstw chłopskich i zagrodniczych, zajmujących łącznie 600 ha ziemi. W wiosce znajdowała się gospoda, funkcjonowali tam również krawiec i szewc. Katolicy uczęszczali do kościoła w Prądach, a ich dzieci uczyły się w szkole katolickiej w Sadach. Protestanci, których w miejscowości było około 100 należeli do parafii ewangelickiej w Niemodlinie, tam też do szkoły uczęszczały ich dzieci.
Administracyjnie Wydrowice w latach od 1742 do 1816 należały do powiatu opolskiego, natomiast od roku 1817 wieś weszła w skład powiatu niemodlińskiego. 
Od 1816 roku wieś posiadała pieczęć gminną, na której wizerunku przedstawiono  drwal zwrócony w prawo z siekierą na prawym ramieniu i lewą ręką na biodrze. 
W okresie międzywojennym miejscowość zamieszkiwało 230 osób w 55 gospodarstwach domowych. 134 z nich utrzymywało się z rolnictwa i leśnictwa, 59 utrzymywało się z przemysłu i rzemiosła a tylko 2 z handlu. W 1930 roku przy pomocy kolonistów z Westfalii zostały zasiedlone tutejsze dobra szlacheckie należące wcześniej do Frankenbergów. We wcześniejszych zabudowaniach dworskich oraz na terenie starej owczarni powstało łącznie 10 nowych gospodarstw chłopskich. Wzdłuż szosy prowadzącej z Niemodlina powstało osiedle składające się z 10 nowych domów.
Nazwa miejscowości Wydrowice jest jej historyczną nazwą, została ona tylko w późniejszym okresie zmieniona na Weiderwitz, a w czasach hitlerowskich na Weidendorf O/S. Po II wojnie światowej miejscowość nazwano Wierzbka lecz później powróciła do pierwotnej nazwy Wydrowice. 
Obecnie miejscowość liczy 246 mieszkańców.